# Policja obozowa
Policja obozowa (ros. Лагерная полиция) – kolaboracyjna pomocnicza formacja porządkowa w niemieckich obozach jenieckich dla czerwonoarmistów podczas II wojny światowej.
Policja obozowa była tworzona jedynie w obozach jenieckich dla wojskowych Armii Czerwonej; formacja taka nie istniała w obozach dla zachodnich żołnierzy alianckich. Policję obozową formowano na podstawie rozkazu Oberkommando der Wehrmacht (OKW) z 16 czerwca 1941. Zgodnie z decyzją szefa Amtsgruppe Allgemeine Wehrmachtangelegenheiten OKW generała Hermanna Reineckego z 8 września tego roku ustanowiono statut takiej formacji porządkowej. Mogła być ona rekrutowana jedynie z zaufanych jeńców sowieckich. Jej zadaniem było utrzymanie porządku i dyscypliny w obozach jenieckich. Faktycznie wyławiali oni spośród jeńców byłych komisarzy politycznych (politruków), działaczy komunistycznych, funkcjonariuszy NKWD, Żydów, po czym wskazywali ich Niemcom w celu aresztowania. Czasami członkowie policji obozowych brali udział wraz z Niemcami w rozstrzeliwaniach jeńców, również poza obozem. Częstym zwyczajem było wykupywanie się policjantom częścią jedzenia, papierosami, czy drogocennymi przedmiotami, aby uniknąć agresji z ich strony. Policjanci mogli być uzbrojeni w pałki i pejcze. Zdarzały się też baty i różnego rodzaju metalowe rurki. Członkowie policji cieszyli się lepszymi przywilejami niż reszta jeńców: dostawali lepsze jedzenie, byli lepiej odziani, mieszkali w oddzielnych barakach, mieli prawo swobodnego poruszania się po obozie. Dowódcy policji, wywodzący się z reguły z oficerów, byli całkowicie podporządkowani niemieckim komendantom obozów. Niektórzy z nich przechodzili później na służbę w niemieckiej armii, w tym oddziałach Rosyjskiej Armii Wyzwoleńczej (ROA), czy zostawali agentami służb specjalnych. Liczebność policjantów była uzależniona od wielkości obozu; było to od kilkudziesięciu nawet do kilkuset ludzi. Były dwa rodzaje policjantów: ogólni i barakowi. Policjanci tej drugiej kategorii mieszkali z pozostałymi jeńcami, tylko w oddzielnym pomieszczeniu baraku z komendantem lub starostą barakowym. Według historyków głównym motywem wstępowania do policji obozowej była chęć przeżycia, gdyż w obozach panował najczęściej głód i choroby zakaźne. Część policjantów stawała się nimi z powodu braku poparcia dla władzy sowieckiej, na przykład ukraińscy, białoruscy, czy bałtyccy nacjonaliści. W niektórych obozach Ukraińcy, Białorusini i Bałtowie byli specjalnie powoływani do formacji. Nosili oni nawet na mundurach specjalne odznaki z pierwszą literą od danej narodowości. Było to związane z polityką Niemców związaną z rozgrywaniem różnic narodowościowych pomiędzy narodami Związku Radzieckiego. Na przełomie 1942/1943 Niemcy zlikwidowali policję obozową, gdyż przestała się sprawdzać w wykonywaniu swoich zadań. Większości policjantom przywrócono status zwykłych jeńców wojennych, co wiązało się generalnie z wydaniem na nich wyroku śmierci. Byli oni bowiem mordowani przez swoich byłych współtowarzyszy.